# Скотт Зуттер
Скотт Зуттер (нім. Scott Sutter, нар. 13 травня 1986, Лондон) — швейцарський футболіст, півзахисник клубу «Орландо Сіті».

## Клубна кар'єра

### Ранні роки
Скотт Зуттер народився в Лондоні, у родині англійки польського походження і швейцарця. З дитинства Скотт любив футбол і теніс. У ньому були помітні спортивні таланти і батьки прийняли рішення спробувати віддати його в спортивну школу. У віці 10 років він віддав перевагу футболу. Скотт був відданий в футбольну академію лондонського клубу «Міллволл», після чого навчався в академіях клубів «Барнет», «Астон Вілла» та «Чарльтон Атлетік». Коли йому було 14 років, друг батька запропонував переїхати до Швейцарії і приєднатися до «Грассгоппера». Однак, батьки наполягли на тому, щоб Скотт спочатку закінчив навчання в школі і здобув освіту, а вже потім будував спортивну кар'єру. У 16 років Зуттер переїхав до Цюриха і вступив в юніорську команду «коників». Через один рік, Скотт Зуттер був переведений в основну команду.

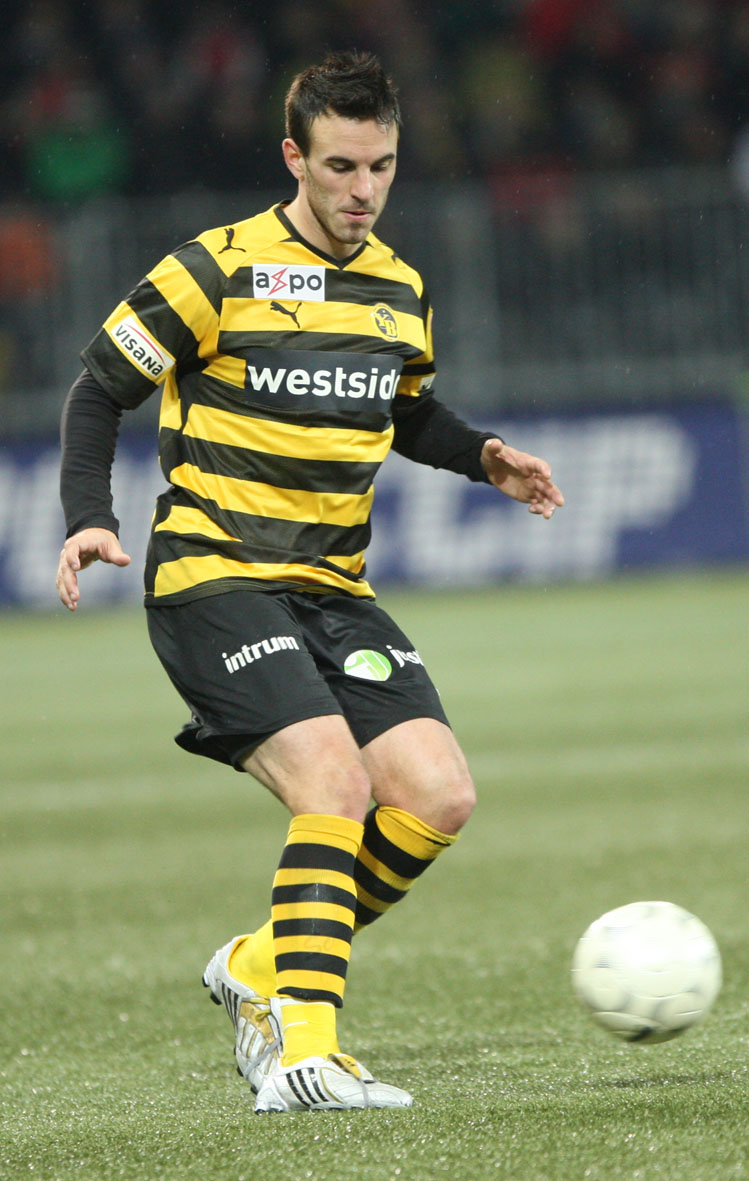
Скотт Зуттер під час виступів за «Янг Бойз». 2009 рік.

### «Грассгоппер»
Перший офіційний матч за дорослу команду Скотт провів, коли йому було 18 років. Це була гра проти «Ксамакса». Виступаючи за «Грассгоппер», він мріяв потрапити в англійську Прем'єр-лігу. Футболіст зарекомендував себе в команді як гравця основного складу, проводячи впевнені матчі і чітко діючи в центрі поля.
Влітку 2007 року, прямо перед початком сезону, в одному з контрольних матчів суперник стрибнув на нього двома ногами вперед. В результаті Зуттер отримав серйозну травму правої щиколотки і довелося робити операцію. Майже рік він відновлювався від отриманого ушкодження. Влітку 2008 року він знову зміг приступити до тренувань. Однак, після кожного тренування він відчував біль в щиколотці. Восени 2008 року він переніс ще одну операцію, цього разу в Амстердамі. В кінці лютого 2009 він знову приєднався до тренувань у складі «Грассхоппера», проте повернутись на колишній рівень не зумів.

### «Янг Бойз»
Після завершення сезону Скотт підписав трирічний контракт з клубом «Янг Бойз». Разом з командою з Берна футболіст зміг дебютувати в іграх Ліги чемпіонів з турецьким «Фенербахче» і англійським «Тоттенгемом».
У січні 2012 року Зуттер міг стати гравцем англійського «Блекберн Роверс». Але, так і не досягнувши домовленості, на правах оренди перейшов в «Цюрих», де і провів залишок сезону. Влітку 2012 року Скотт повернувся в «Янг Бойз», ставши основним гравцем центру поля. Наразі встиг відіграти за бернську команду 185 матчів у національному чемпіонаті.

### «Орландо Сіті»
3 березня 2017 року Зуттер перейшов в клуб МЛС «Орландо Сіті».

## Виступи за збірну
У 2005—2006 роках провів два матчі за молодіжну збірну Швейцарії.
У 2006 році він був запрошений у національну збірну Швейцарії. Але сам футболіст відмовився від запрошення, заявивши, що хоче виступати за збірну Англії. Проте не отримавши запрошення від англійців, в серпні 2010 року Зуттер був включений в список національної команди Швейцарії і 3 вересня в матчі проти збірної Австралії (0:0) він вийшов на поле на 46-й хвилині, замінивши Штефана Ліхтштайнера. Пізніше він висловив подяку керівництву швейцарської збірної за надану йому можливість грати в цій команді. За його словами, ця можливість допомогла йому розкритися як футболісту.
Всього провів у формі головної команди країни 2 матчі.